# Гідра (сузір'я)
Гі́дра (лат. Hydra) — сузір'я південної півкулі неба. Найбільше за площею сузір'я.
Відоме з стародавніх часів. Включене до каталогу зоряного неба Альмагест стародавнім астрономом Птолемеєм ще у II столітті під назвою «Водяна змія». Стародавні греки асоціювали сузір'я з персонажем міфів лернейською гідрою.

## Зірки
Незважаючи на свої розміри сузір'я Гідри містить лише одну яскраву зорю — Альфард, яка має видиму зоряну величину 1,98. Альфард хоч і означає в перекладі з арабської «одинак» є подвійною зорею.
R Гідри є змінною зорею типу мірид. Зоряна величина цієї зорі змінюється від значення 3,5, коли її можна спостерігати неозброєним оком, до значення 10,9, коли для спостереження потрібен телескоп.

## Об'єкти далекого космосу
У сузір'ї містяться три об'єкти каталогу Мессьє. M83 — галактика, також відома як Південна Вертушка, перебуває на межі із сузір'ям Центавр. Поряд із нею розташоване кулясте скупчення M63. У західній частині розташоване розсіяне скупчення M48.

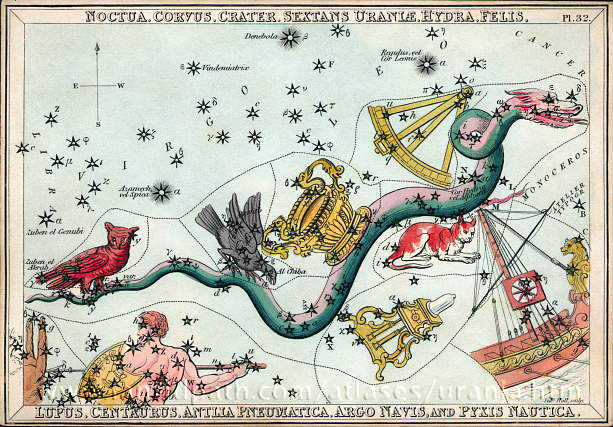
Сузір'я Гідра (та інші сузір'я) із «Дзеркала Уранії», набору тематичних карток опублікованого у Лондоні, бл. 1825